# Stefan Lupp
Stefan Lupp (* 9. September 1978) ist ein deutscher Fußball-Schiedsrichterassistent.

## Werdegang
Seit 2002 ist er DFB-Schiedsrichter für den MSV Zossen 07 e. V. Zwischen 2004 und 2008 leitete er 32 Spiele der 2. Fußball-Bundesliga.
Am 30. September 2007 im Spiel TSV 1860 München gegen TuS Koblenz stellte Lupp nach Beratung mit seinen Schiedsrichterassistenten wegen einer vermeintlichen Notbremse den Koblenzer Matej Mavrič an Stelle des foulenden Spielers Branimir Bajić vom Platz. Der Trainer der benachteiligten Mannschaft, Uwe Rapolder, lobte Lupp dennoch: „Er hat die für ihn schwierige Situation nach so einem Fehler 70 Minuten weiterpfeifen zu müssen, gut gelöst.“ Mavrič wurde vom DFB freigesprochen.
Von der Saison 2008/09 an ist Lupp nur noch als spezialisierter Assistent in der Bundesliga tätig, in welcher er bereits seit 2005 in dieser Funktion agiert. Seit Januar 2011 steht er auf der Liste der internationalen Schiedsrichter-Assistenten (FIFA). Lupp nahm als Assistent von Felix Brych an den Olympischen Sommerspielen 2012 in London sowie am FIFA-Konföderationen-Pokal 2013 in Brasilien teil.
Am 15. Januar 2014 wurde er zusammen mit Felix Brych und als weiteren Assistenten Mark Borsch als einer von 25 Schiedsrichtergespannen für die Fußball-Weltmeisterschaft 2014 in Brasilien benannt. Er war ebenfalls Brychs Assistent bei der Fußball-Europameisterschaft 2016 und 2021 und der Fußball-Weltmeisterschaft 2018.
Lupp wurde am 30. Mai 2015 im Berliner Olympiastadion im Gespann um Felix Brych im Endspiel des DFB-Pokals 2014/15 zwischen Borussia Dortmund und dem VfL Wolfsburg eingesetzt.
Er kam im Endspiel der Champions League zwischen Juventus Turin und Real Madrid (1:4) am 3. Juni 2017 in Cardiff zum Einsatz.
Am 13. Mai 2021 assistierte Lupp erneut im DFB-Pokal-Finale Hauptschiedsrichter Brych in der Partie Borussia Dortmund gegen RB Leipzig (4:1).
2024 nahm er im Team von Felix Zwayer zusammen mit Marco Achmüller an der Europameisterschaft 2024 in Deutschland teil. Neben vier Einsätzen in Zwayers Team, darunter ein Halbfinale, wurde er zudem im Spiel Georgien gegen Portugal im Team des Schweizer Schiedsrichters Sandro Schärer eingesetzt. Dessen eigentlicher Assistent Stéphane De Almeida hat portugiesische Wurzeln und durfte daher nicht assistieren. Damit hatte Lupp als einziger Schiedsrichterassistent fünf EM-Einsätze.
Am 10. Dezember 2024 gab der DFB bekannt, dass Lupp ab dem Jahr 2025 nicht mehr auf der Liste der FIFA-Schiedsrichterassistenten stehen wird.
Lupp wird aktuell regelmäßig im Schiedsrichtergespann um Harm Osmers eingesetzt.